# Allen (Oklahoma)
Allen è un comune degli Stati Uniti d'America, situato nello Stato dell'Oklahoma, diviso tra la contea di Pontotoc e la contea di Hughes.